# Pierre bleue de Givet
 (juillet 2023).
Pour les articles homonymes, voir Pierre bleue et Givet.

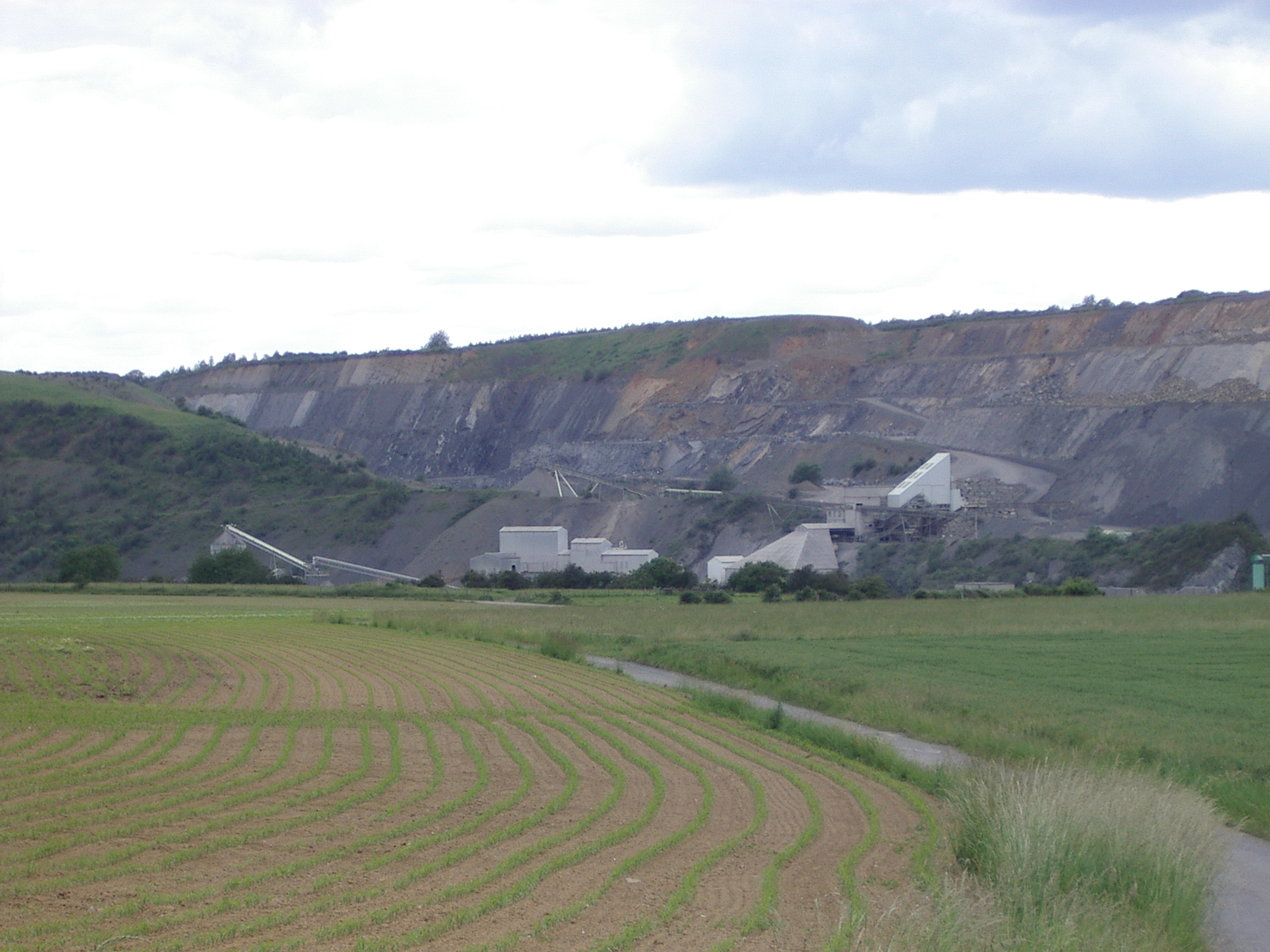
La carrière de Pierre bleue à Givet dite « Carrière des trois Fontaines ».

La pierre bleue de Givet est un calcaire extrait dans la région de Givet (Ardennes, France) qui est employé à grande échelle depuis le Moyen Âge. Une carrière à ciel ouvert est encore en exploitation. C'est une variété particulière de la pierre bleue qu'on retrouve dans de nombreux autres gisements en Belgique.

## Formation
Le calcaire de Givet s'est formé pendant le Givétien, ère Paléozoïque.
Il est connu sous différents termes : Givetien ou calcaire de Givet ; Calcaire du Membre des Trois Fontaines, Calcaire noir Givetien à Stringocephalus.

## Présentation
Calcaire de couleur bleu-noir brillant, peu stratifié, en gros blocs, portant des veines de calcite massive blanche parfois de petites mouchetures de fluorite et dolomitisé vers le haut ; massif, extra dur. 

## Localisation
Givet-Charlemont-Trois fontaines : plateau calcaire d'environ 400 m de long à l’extrémité duquel s'accroche le Fort de Charlemont ; carrière dite des Trois Fontaines sortie Givet en direction de Charleville-Mézières, route D 8051.

## Historique et utilisation
Ce calcaire à la teinte particulière est extrait de la carrière des Trois Fontaines et a servi autrefois à concevoir des fonts baptismaux romans que l'on retrouve dans de nombreuses églises régionales, à la construction de nombreuses maisons du territoire, utilisé comme pierre de parement, rénovation d'anciens bâtiments, bordures de trottoirs et divers quais et ponts de Paris.
Des vestiges historiques attestent que Vauban a fait une large utilisation de cette pierre pour la construction et la restauration d'ouvrages militaires régionaux importants : fort de Charlemont, Montmédy, etc.

En 1938, la Société Anonyme des Carrières de Pierre Bleue en fait l'acquisition. La pierre une fois extraite et débitée en forme selon les besoins est destinée à la construction de murs, habitats, quais, places.
L'évolution du marché fait que l'activité de la taille de pierre entre en récession au profit du concassage de la roche et les nouveaux usages : granulats, graves pour assises de chaussées, bétons bitumeux routiers et de bétons hydrauliques pour la construction.
De fait en  1998, la Carrière des trois Fontaines devenue Granulats Nord-Est rejoint le groupe Lafarge.

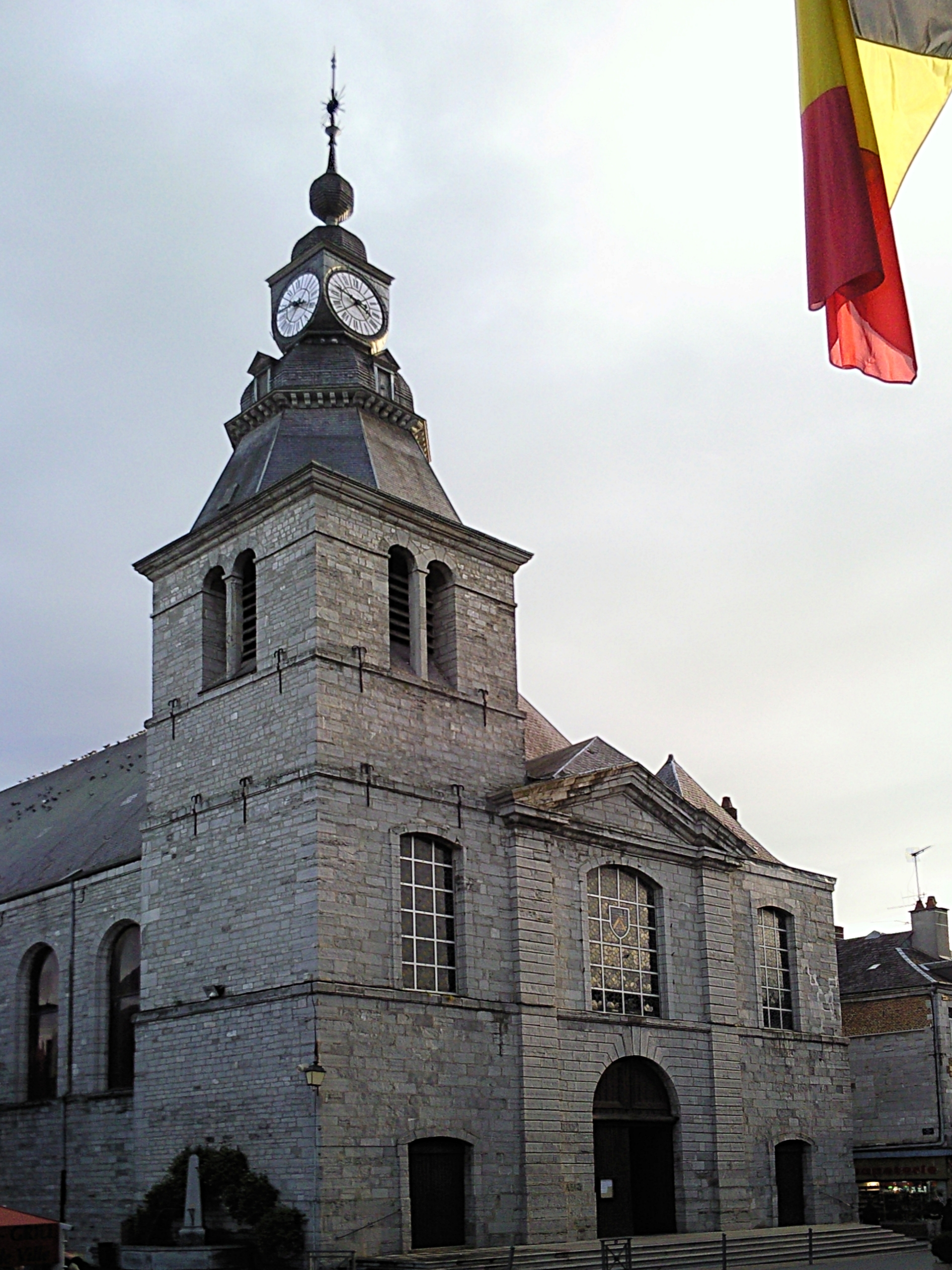
Église St-Hilaire de Givet.
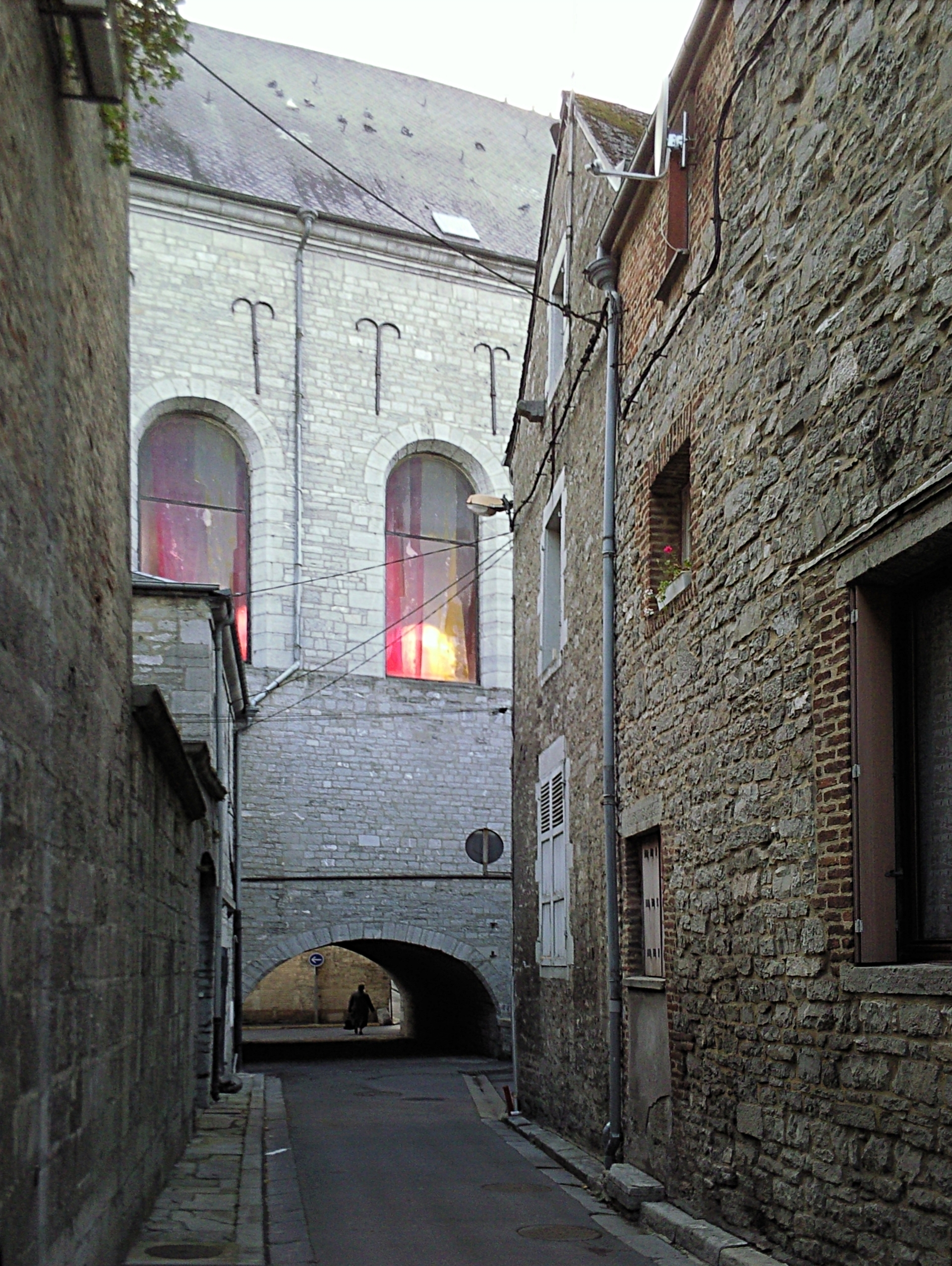
Voûte et Rue de la fausse porte.

## Galerie de fonts baptismaux

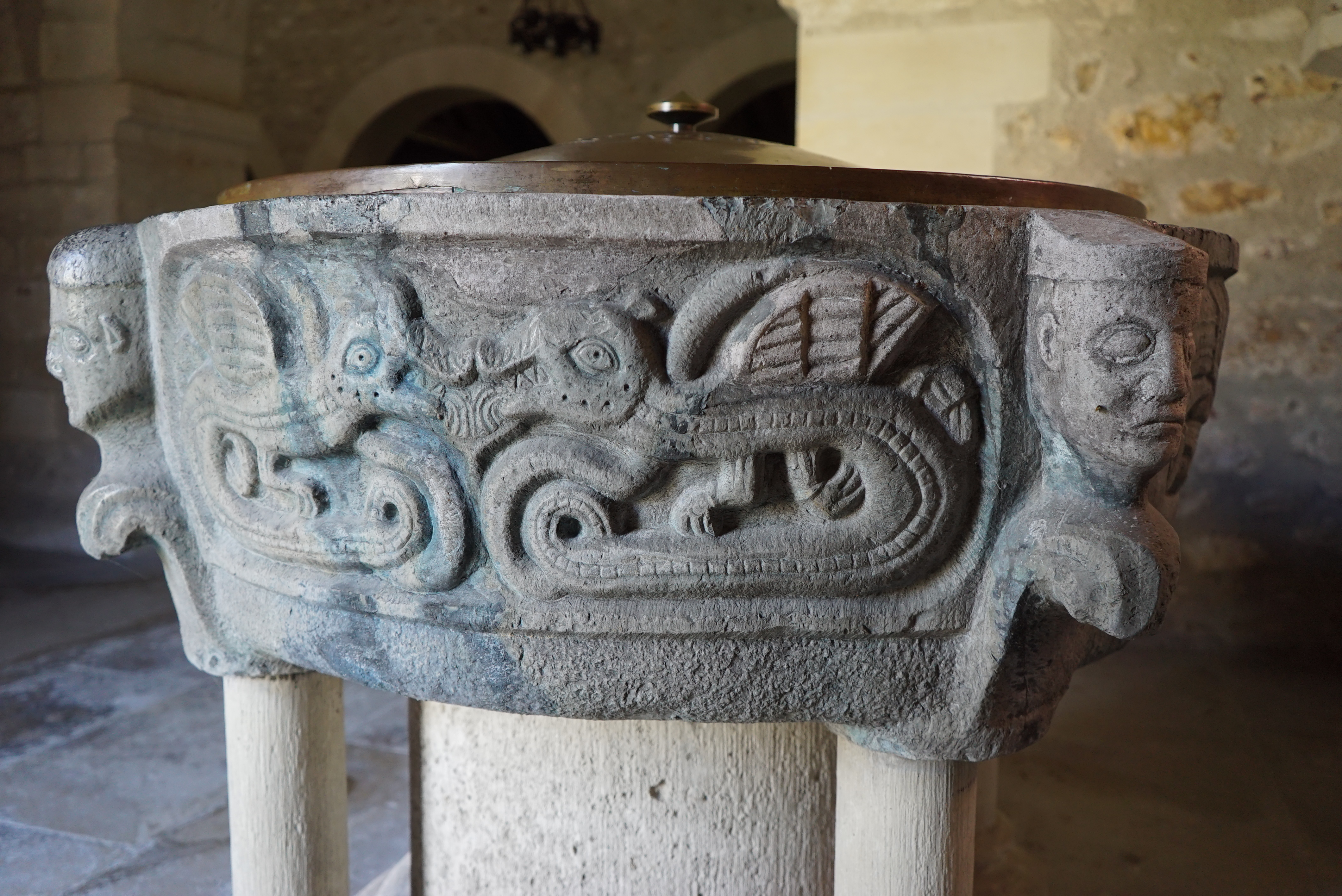
En l'église Saint-Laurent de Beine-Nauroy,
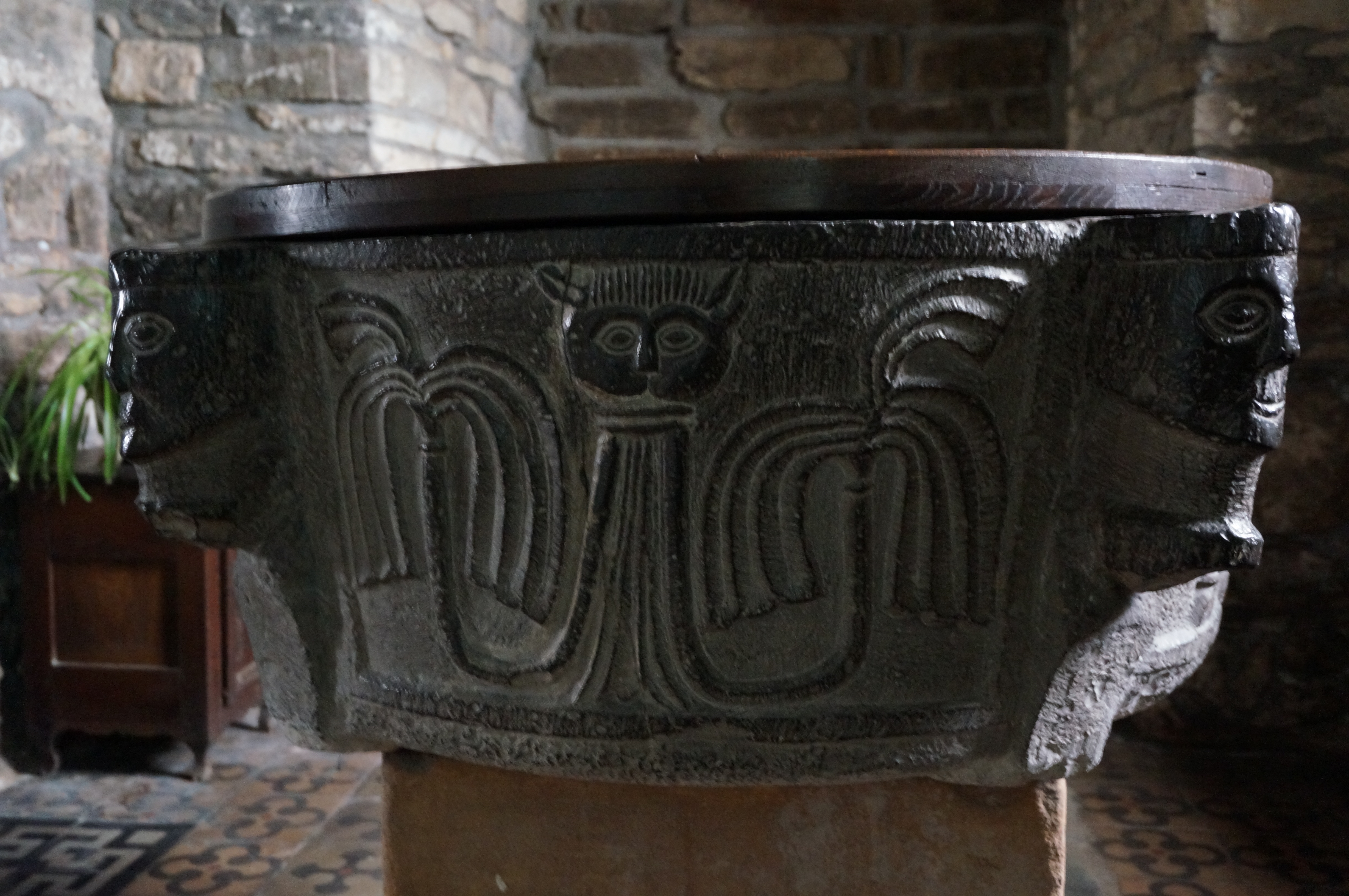
Collégiale Saint-Vivent de Braux,
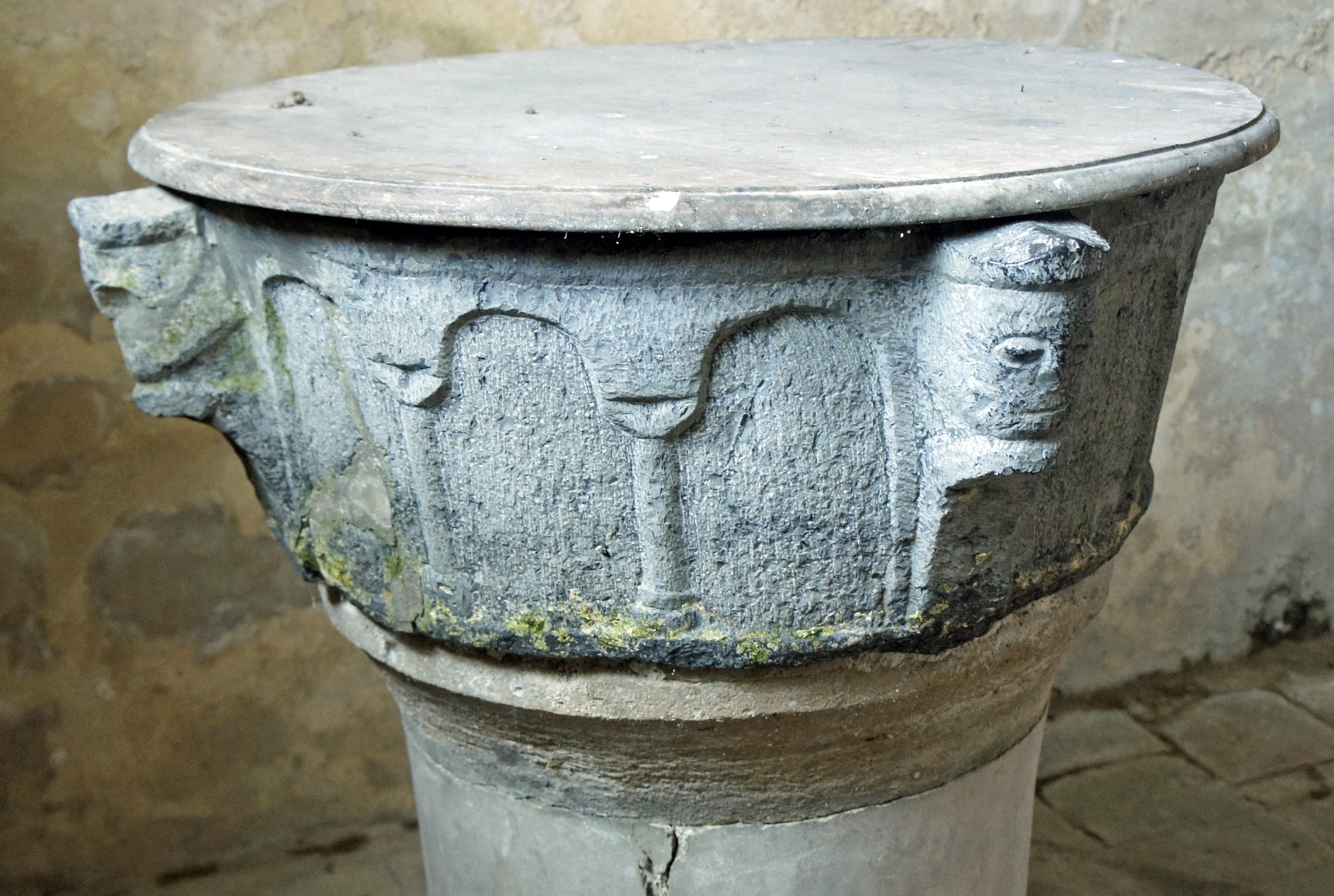
Notre-Dame de Rosnay,
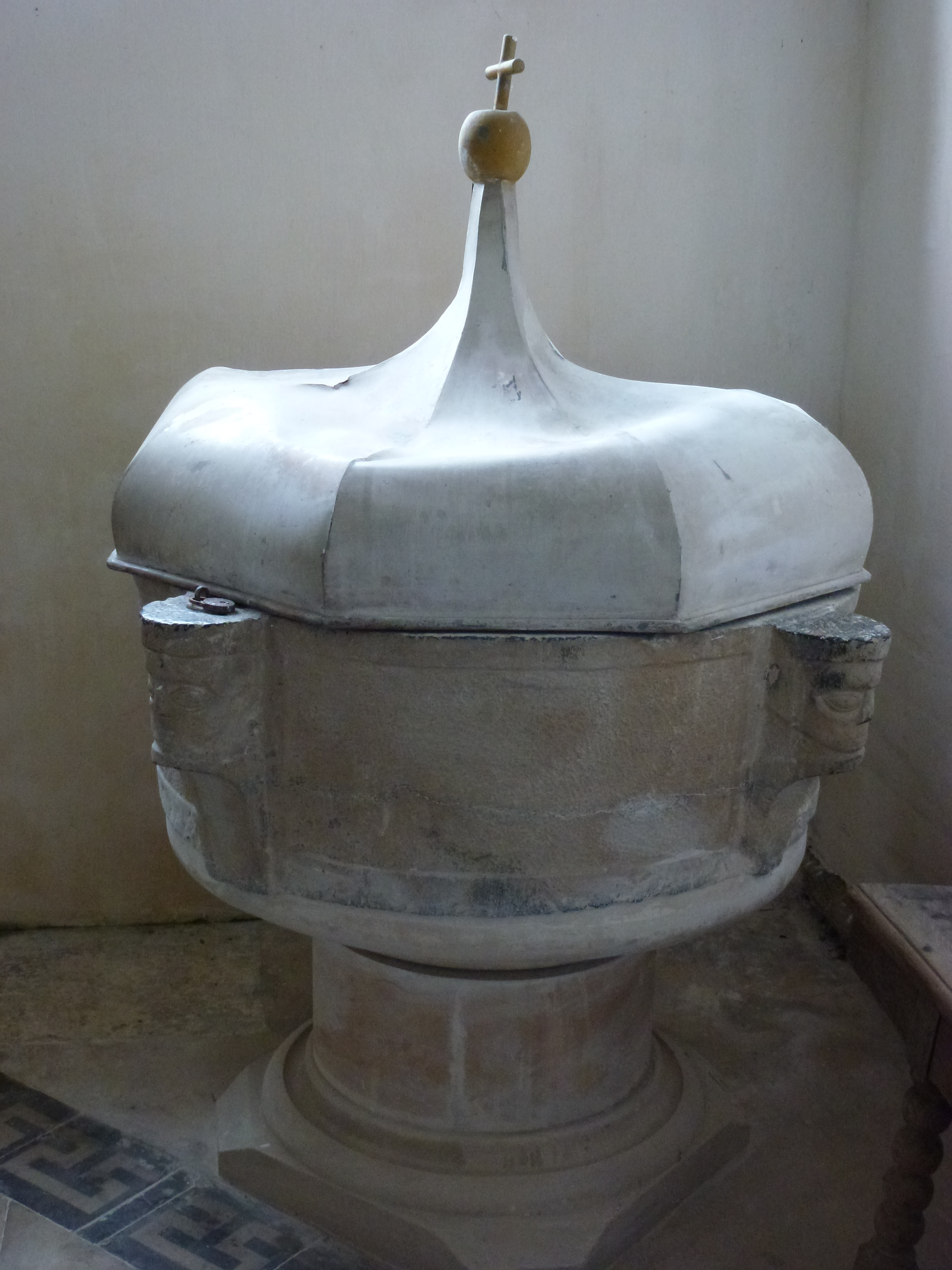
En l'église de Dommery,
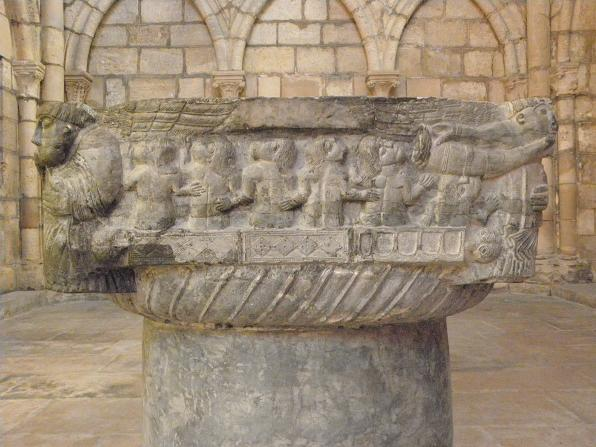
Cathédrale Saint-Etienne de Châlons,
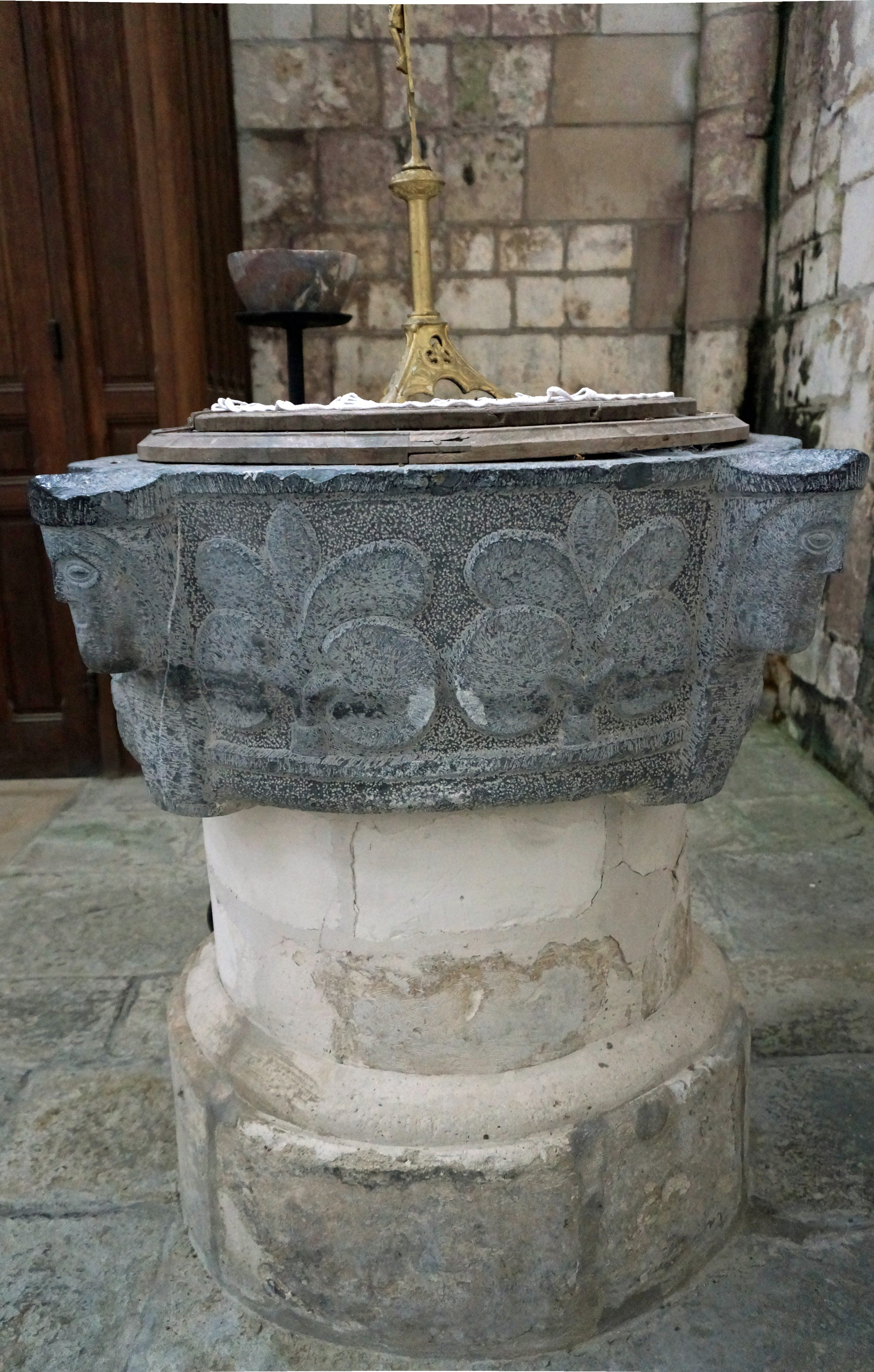
A Thugny-Trugny,
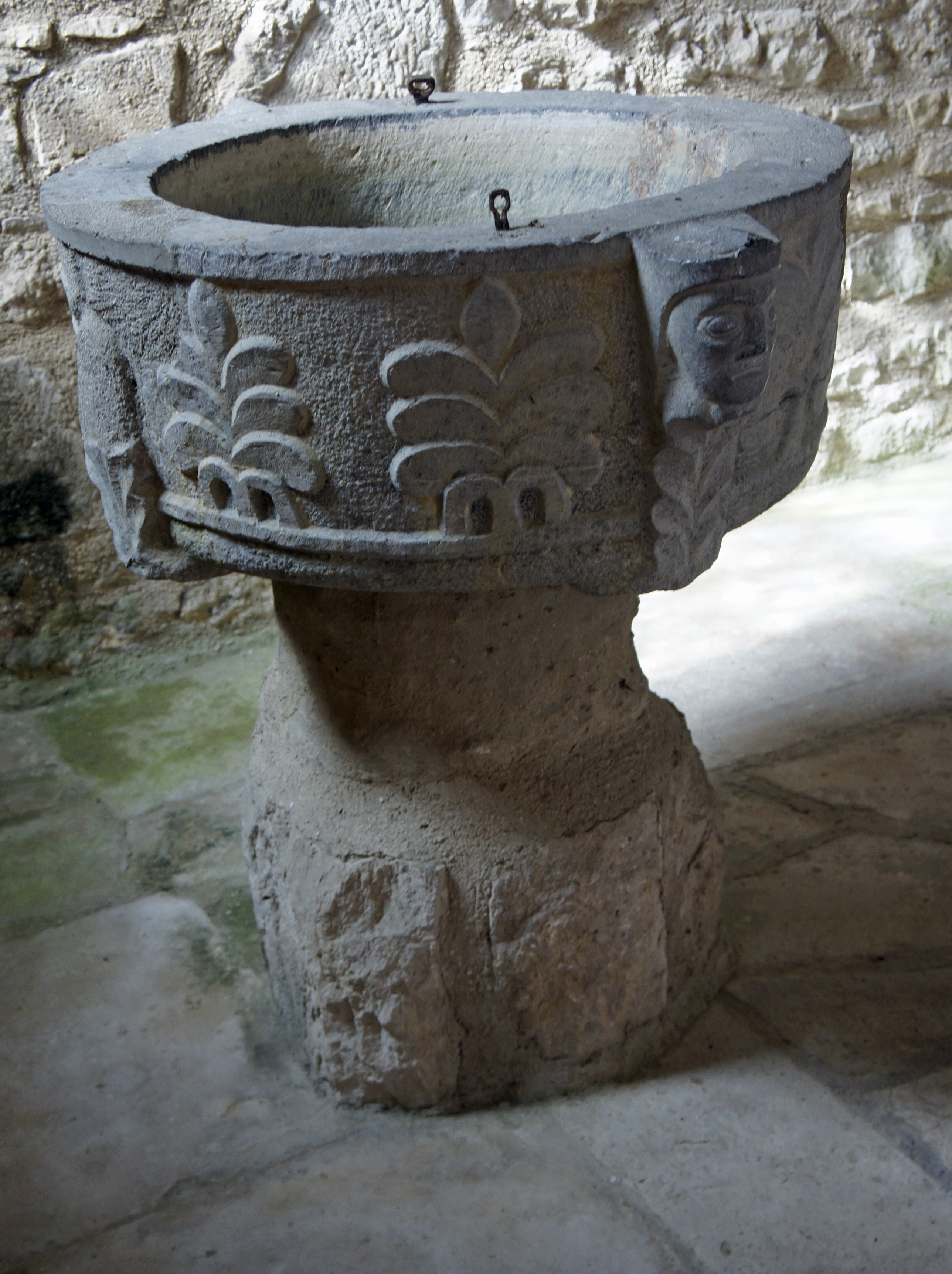
A Pévy.